# Saint-Beaulize
Saint-Beaulize (okzitanisch Sent Baulise) ist ein Ort und eine südfranzösische Gemeinde mit 100 Einwohnern (Stand 1. Januar 2022) im Département Aveyron in der Region Okzitanien (vor 2016 Midi-Pyrénées). Sie gehört zum Arrondissement Millau und zum Kanton Causses-Rougiers. Die Einwohner werden Saint-Beaulizois genannt.

## Lage
Saint-Beaulize liegt etwa 72 Kilometer nordwestlich von Montpellier im Süden der historischen Provinz Rouergue. Umgeben wird Saint-Beaulize von den Nachbargemeinden Saint-Jean-et-Saint-Paul im Nordwesten und Norden, Sainte-Eulalie-de-Cernon im Norden und Nordosten, Cornus im Osten, Fondamente im Süden sowie Marnhagues-et-Latour im Südwesten und Westen.

## Bevölkerungsentwicklung
| Jahr                       | 1962 | 1968 | 1975 | 1982 | 1990 | 1999 | 2006 | 2019 |
| -------------------------- | ---- | ---- | ---- | ---- | ---- | ---- | ---- | ---- |
| Einwohner                  | 112  | 93   | 104  | 93   | 86   | 95   | 98   | 88   |
| Quellen: Cassini und INSEE |      |      |      |      |      |      |      |      |

## Sehenswürdigkeiten

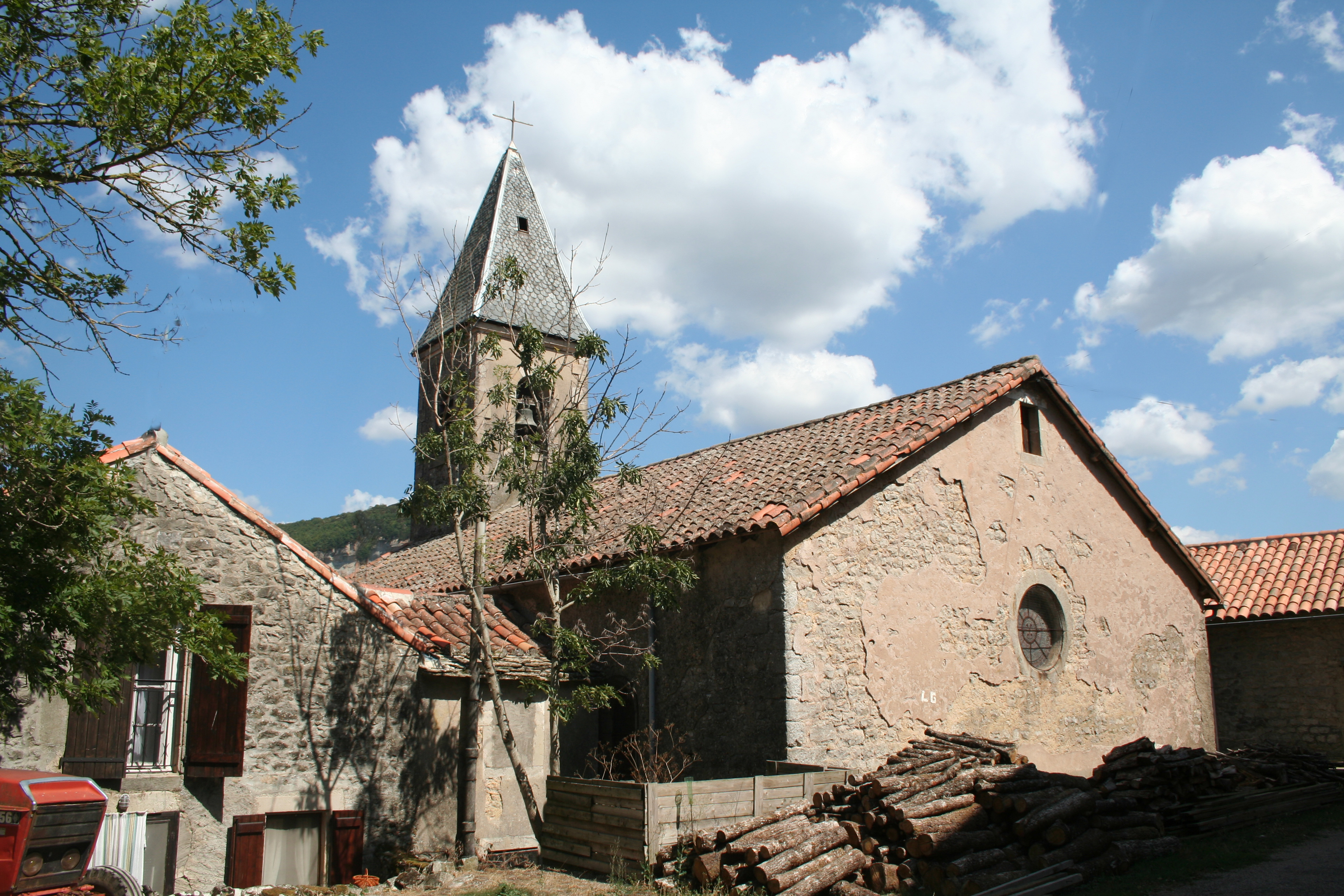
Kirche Saint-Beaulize
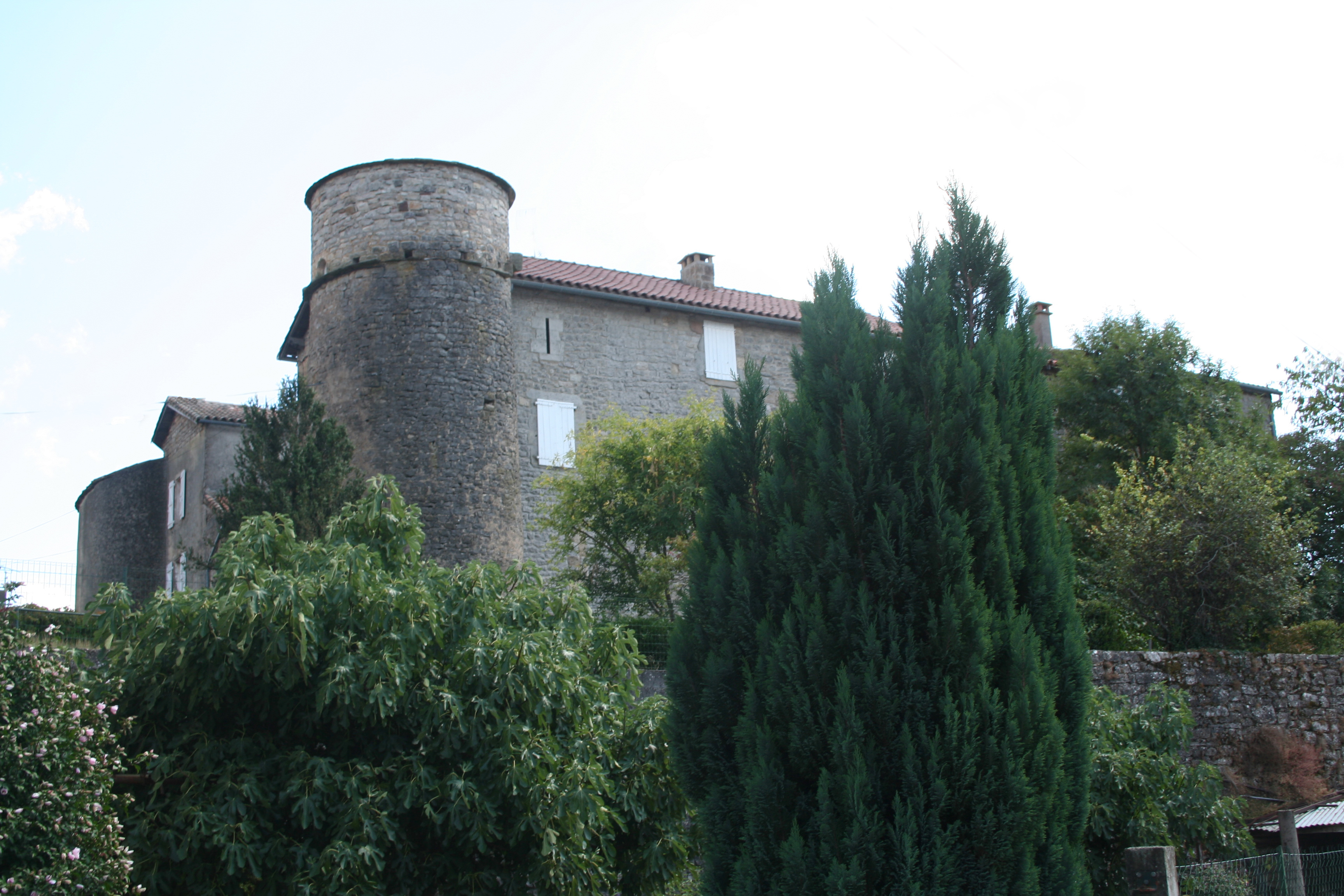
Reste der Burg
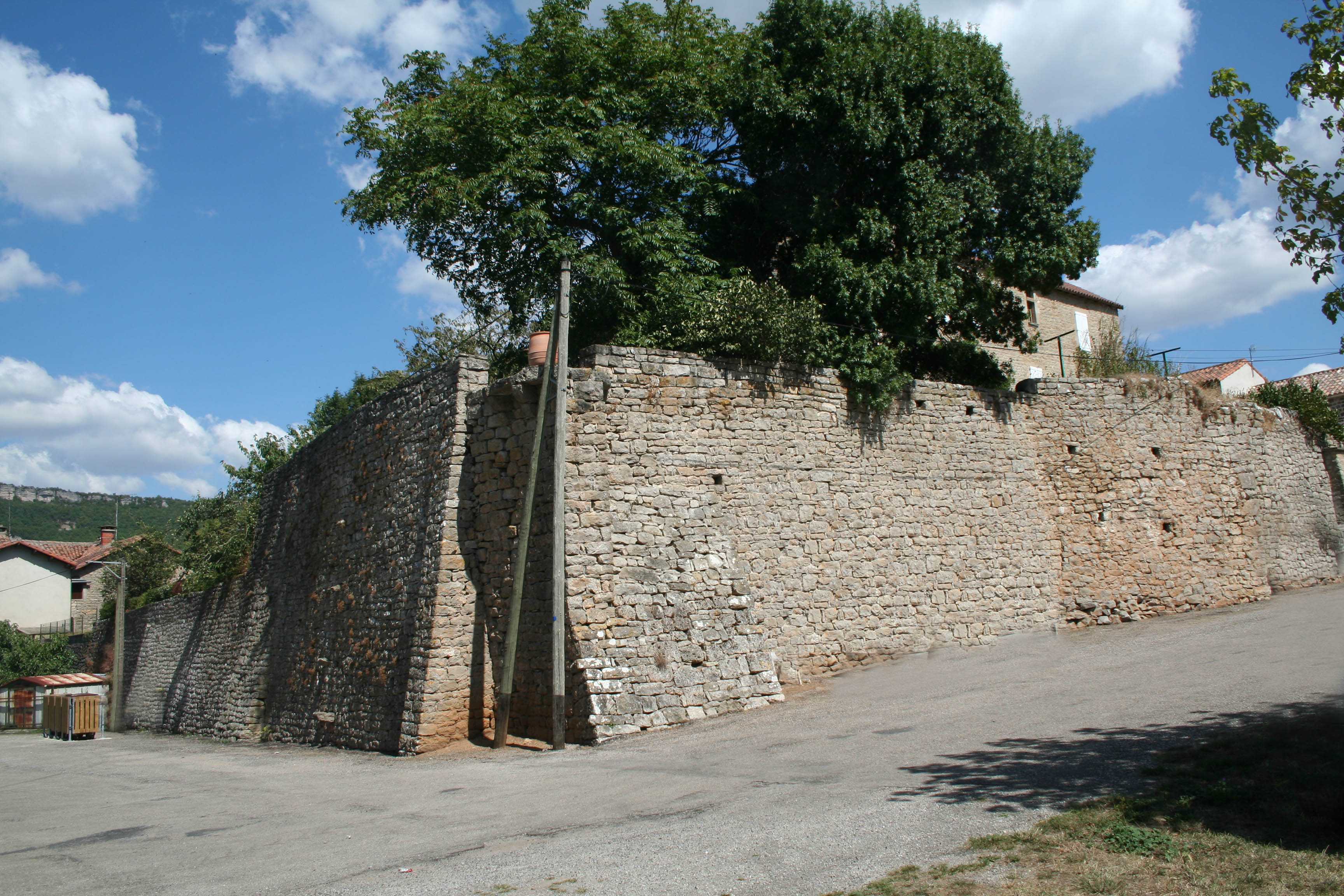
Ortsbefestigung

- Kirche Saint-Beaulize
- Burg
- Ortsbefestigung